# Irańscy arcymistrzowie szachowi
Lista irańskich szachistów, posiadających tytuły arcymistrzów (GM) i arcymistrzyń (WGM), zarówno w grze klasycznej, korespondencyjnej, kompozycji szachowej, jak i w rozwiązywaniu zadań szachowych oraz tytuły arcymistrzów honorowych (HGM), przyznawanych za osiągnięcia w przeszłości. Obejmuje także zawodników, którzy barwy Iranu reprezentowali tylko w pewnym okresie swojego życia.

## Szachy klasyczne

### arcymistrzowie
| Zawodnicy           | Rok urodzenia | Rok śmierci | Rok nadania | Uwagi                      |
| ------------------- | ------------- | ----------- | ----------- | -------------------------- |
| Hasan Abbasifar     | 1982          |             | 2013        |                            |
| Amir Bagheri        | 1978          |             | 2003        | w latach 2005–2007 Francja |
| Pouria Darini       | 1991          |             | 2013        |                            |
| Ehsan Ghaem Maghami | 1982          |             | 2001        |                            |
| Shojaat Ghane       | 1975          |             | 2007        |                            |
| Asghar Golizadeh    | 1990          |             | 2011        |                            |
| Morteza Mahjoob     | 1980          |             | 2007        |                            |
| Elshan Moradiabadi  | 1985          |             | 2005        |                            |
| Homayoon Toufighi   | 1990          |             | 2010        |                            |
| Parham Maghsoodloo  | 2000          |             | 2016        |                            |

### arcymistrzynie
| Zawodniczki               | Rok urodzenia | Rok śmierci | Rok nadania | Uwagi |
| ------------------------- | ------------- | ----------- | ----------- | ----- |
| Sarasadat Chademalszari’e | 1997          |             | 2013        |       |
| Shadi Paridar             | 1986          |             | 2004        |       |
| Atusa Purkaszijan         | 1988          |             | 2009        |       |